# Années 1030 av. J.-C.
Les années 1030 av. J.-C. couvrent les années de 1039 av. J.-C. à 1030 av. J.-C.

## Événements

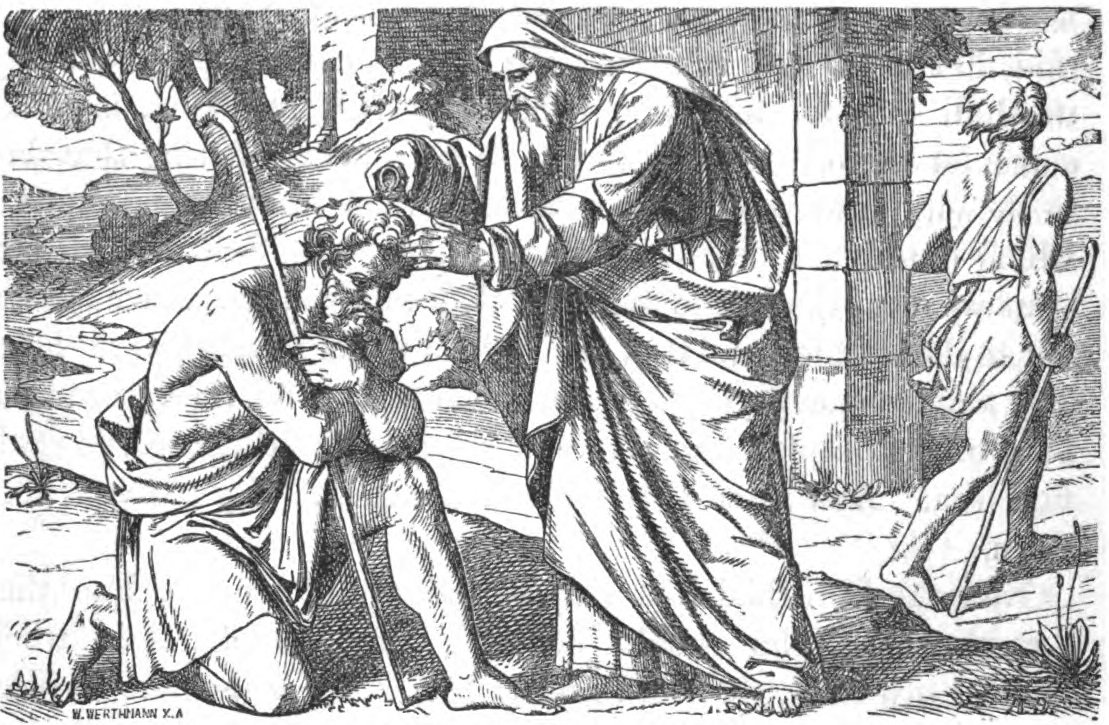
Saül oint par Samuel. Illustration de 1873.

- 1032 av. J.-C.[1] : Aššur-nâṣir-apli Ier, roi d'Assyrie meurt, son fils Salmanazar II lui succède en 1031[2].
- 1032-1025 av. J.-C.[1] : règne de Nabû-shum-libur, dernier roi de la seconde dynastie d'Isin à Babylone[2].
- Vers 1030-1010 av. J.-C. : règne de Saül, premier des rois d'Israël[2] Grâce à Samuel s’impose l’idée de la nécessaire royauté et la création d’un sanctuaire unique, qui aura pour conséquence le dépôt à Jérusalem de l’Arche d'alliance. Cet acte contribue à renforcer l’idée de Yahvé comme dieu national avant qu’il ne devienne le seul Dieu.